# Дассов
Дассов (нім. Dassow) — місто в Німеччині, розташоване в землі Мекленбург-Передня Померанія. Входить до складу району Північно-Західний Мекленбург. Складова частина об'єднання громад Шенбергер-Ланд.
Площа — 66,54 км2. Населення становить 4102 ос. (станом на 31 грудня 2020).

## Галерея

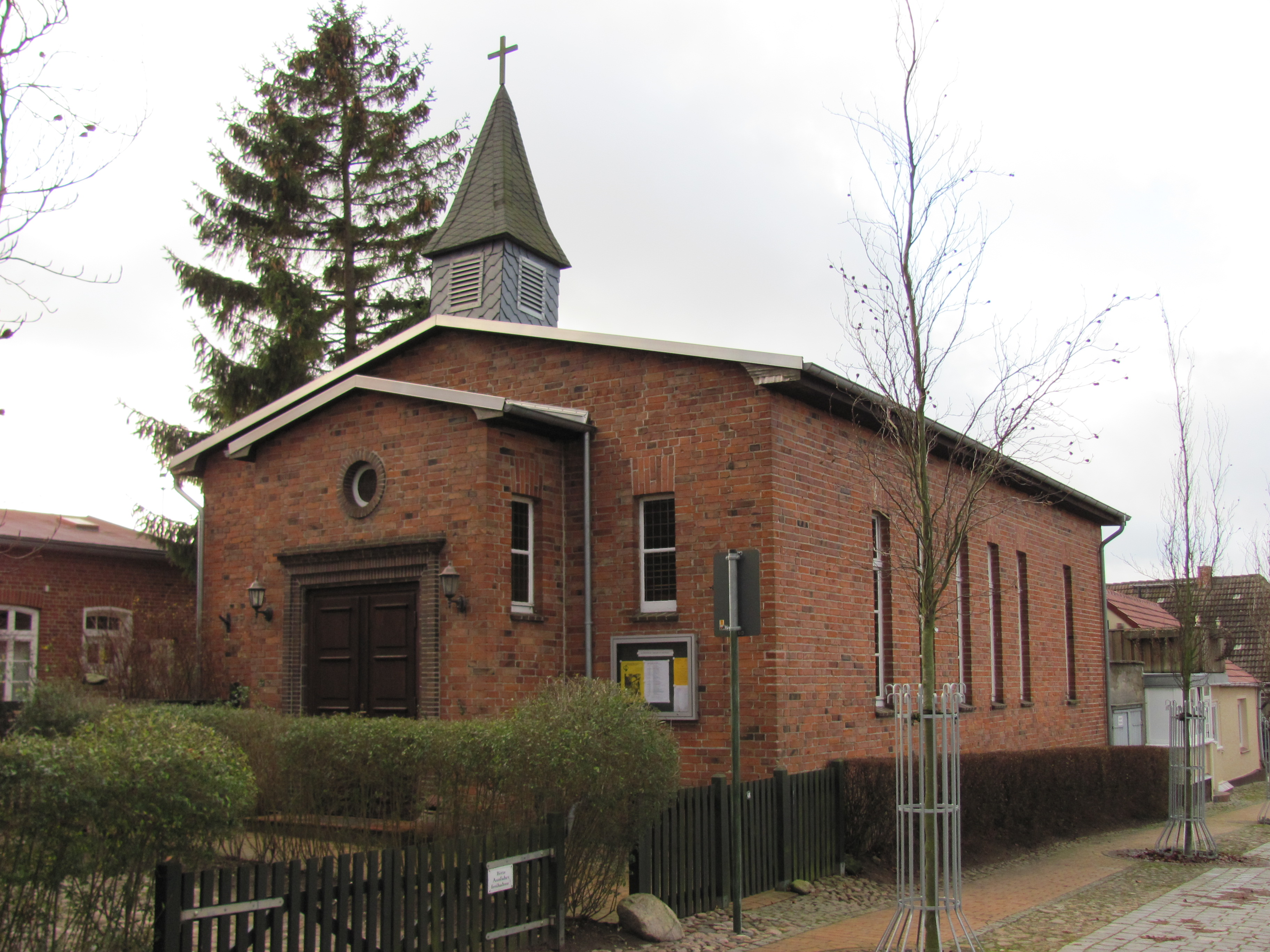
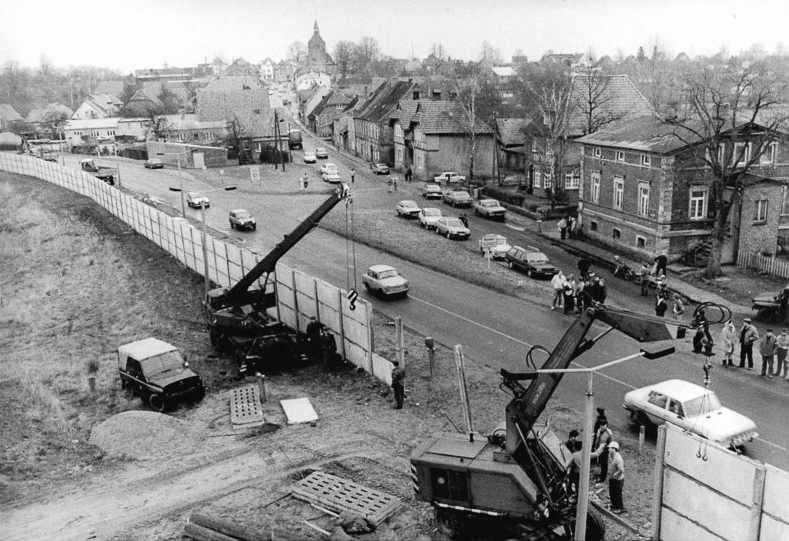
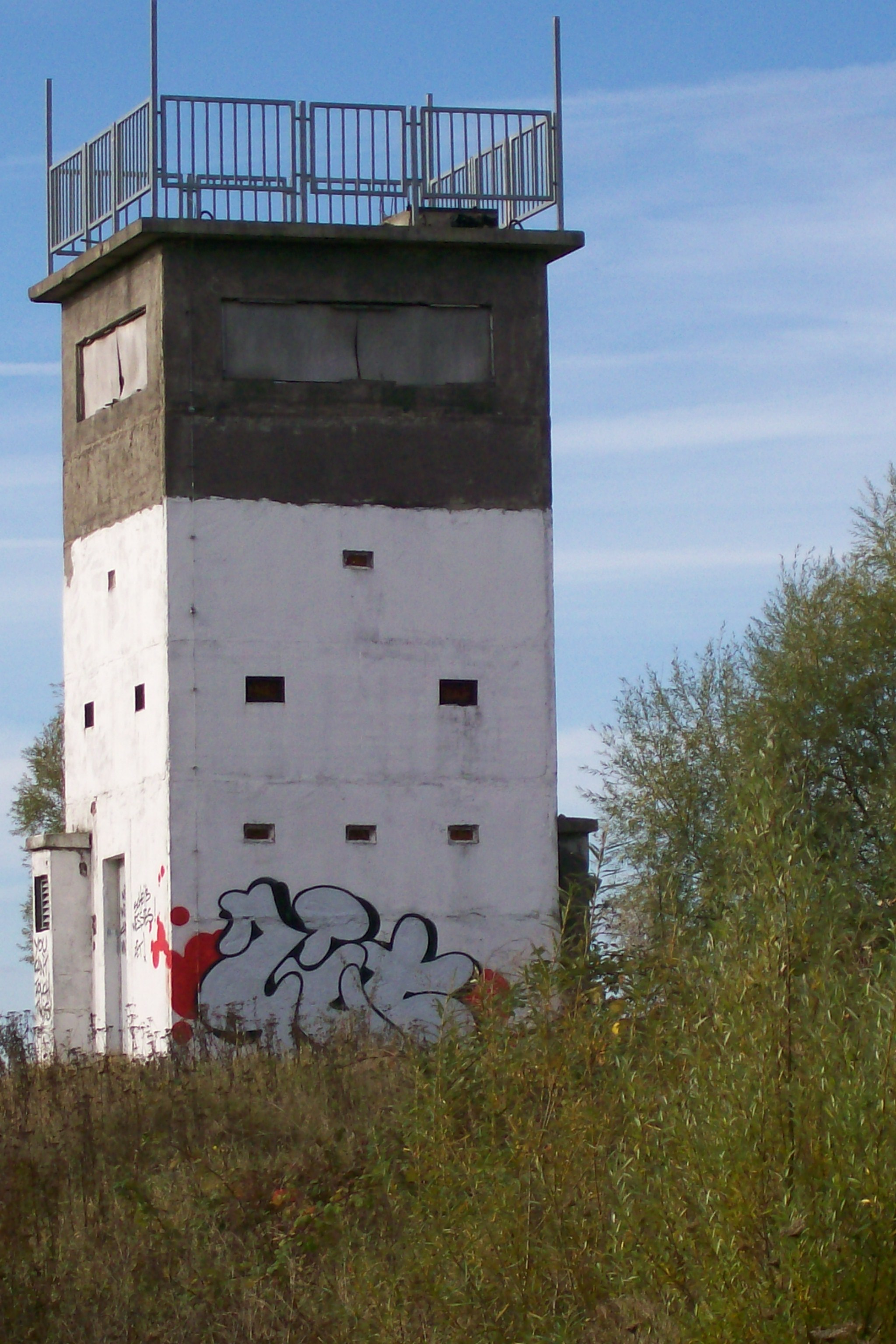
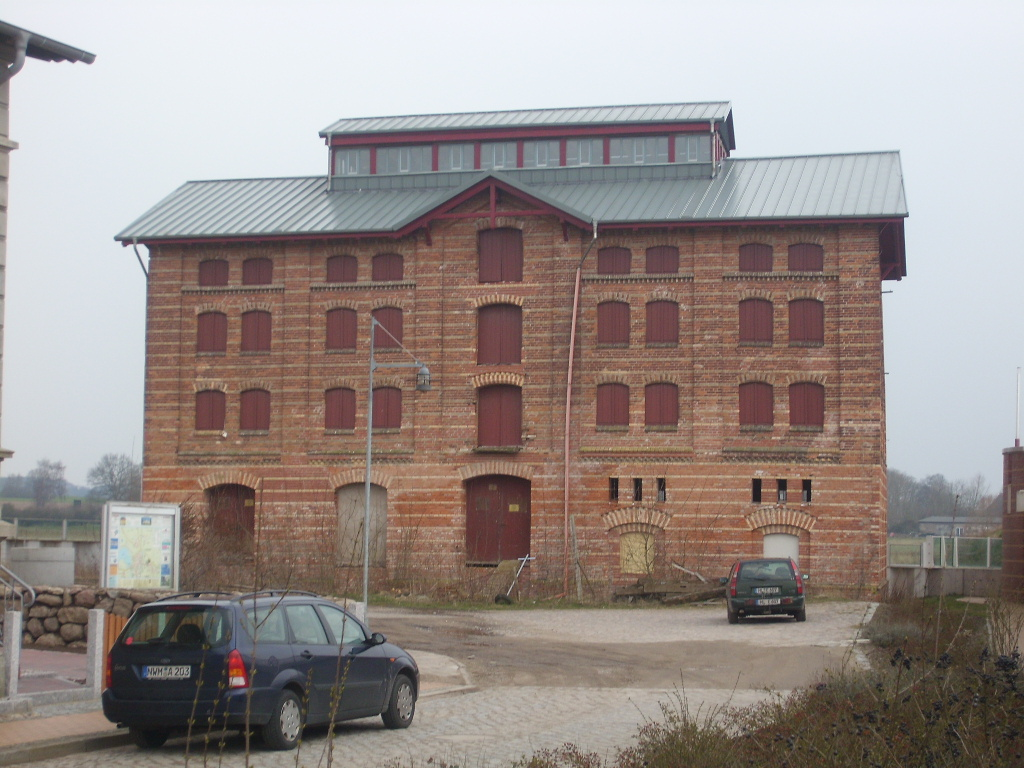
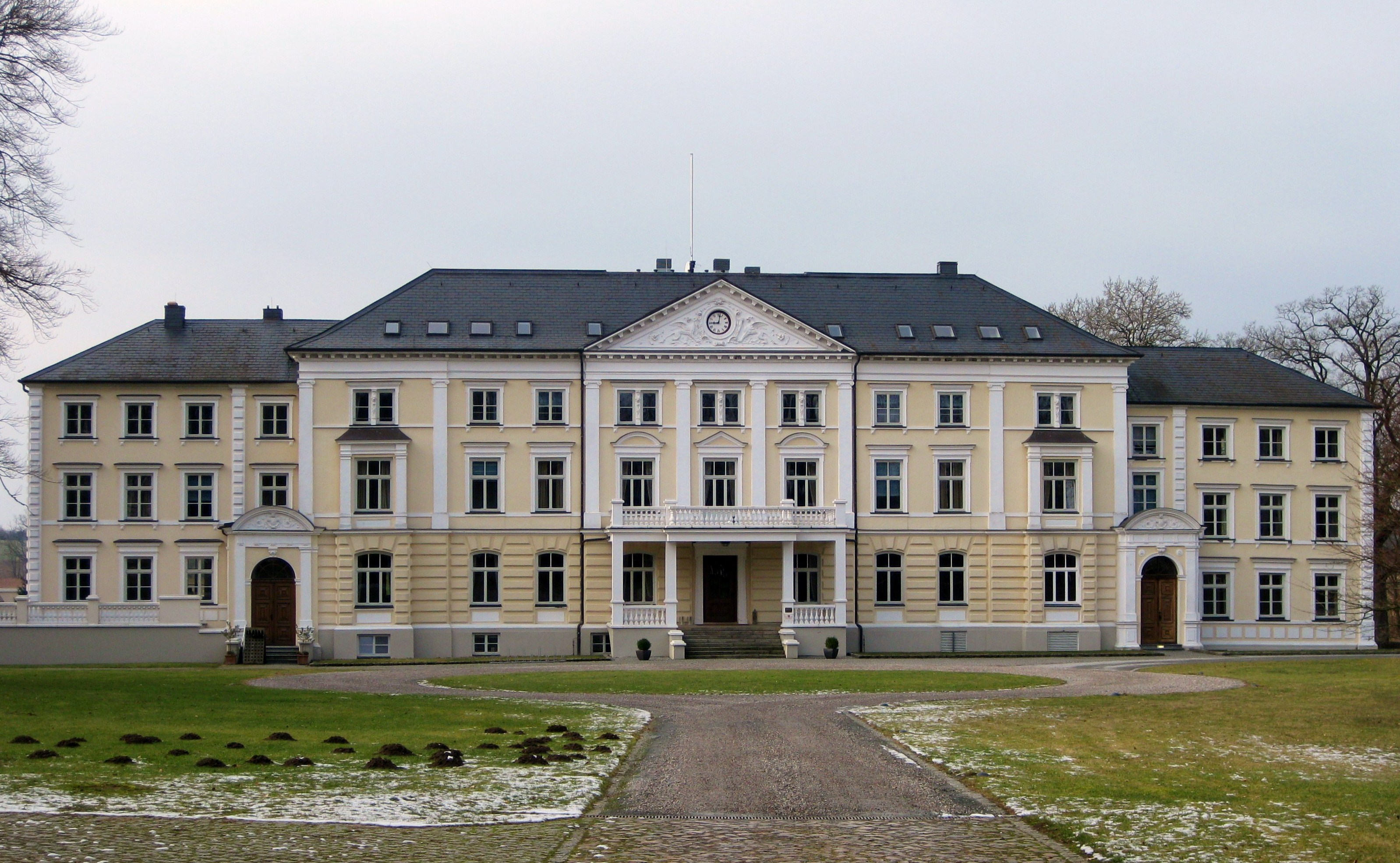